# Lakamarkssjön
Lakamarkssjön är en sjö i Örnsköldsviks kommun i Ångermanland och ingår i Husåns huvudavrinningsområde. Sjön är 6,5 meter djup, har en yta på 0,417 kvadratkilometer och är belägen 44,1 meter över havet. Sjön avvattnas av vattendraget Husbybäcken.

## Delavrinningsområde
Lakamarkssjön ingår i det delavrinningsområde (703561-166580) som SMHI kallar för Utloppet av Lakamarkssjön. Medelhöjden är 60 meter över havet och ytan är 6,38 kvadratkilometer. Det finns inga avrinningsområden uppströms utan avrinningsområdet är högsta punkten. Husbybäcken som avvattnar avrinningsområdet har biflödesordning 2, vilket innebär att vattnet flödar genom totalt 2 vattendrag innan det når havet efter 5,8 kilometer. Avrinningsområdet består mestadels av skog (82 procent). Avrinningsområdet har 0,47 kvadratkilometer vattenytor vilket ger det en sjöprocent på 7,4 procent.